# Limosella africana
Limosella africana är en flenörtsväxtart som beskrevs av Glück. Limosella africana ingår i släktet ävjebroddar, och familjen flenörtsväxter. Inga underarter finns listade i Catalogue of Life.